# People Come People Go
«People Come People Go» — песня, написанная в стиле хаус, Давидом Гетта при участии Криса Уиллиса. Она является третьей песней из альбома Just a Little More Love.

## Музыкальное видео
- Видео на YouTube, Оригинальная версия.

## Список композиций
1. People Come People Go (Radio Edit)
2. People Come People Go (Extended Remix)
3. People Come People Go (Mekaniko Mix)
4. People Come People Go (Dancefloor Killa Mix)
5. People Come People Go (Mekaniko Radio Edit)

## Чарты
| Чарт (2002)          | Высшая позиция |
| -------------------- | -------------- |
| French Singles Chart | 42             |
| Swiss Singles Chart  | 54             |

- http://davidguetta.com/disco/3325374773 (недоступная+ссылка)
- http://www.deezer.com/en/music/track/3544014+People+Come+People+Go (недоступная+ссылка)